# ساكوراي (نارا)
مدينة ساكوراي (بالإنجليزية: Sakurai)‏ هي أحد المدن التابعة لمحافظة نارا. تأسست رسميًا في 01/09/1956. ويقدر عدد سكانها بـ 60699 نسمة حسب تقدير مكتب الإحصاء الياباني لعام 2012. تبلغ مساحة ساكوراي 98.92 كم2. بكثافة سكانية تبلغ 614 نسمة/كم2.

## توأمة
لساكوراي (نارا) اتفاقيات توأمة مع:
- شارتر

## أعلام
- يويتشي موريموتو
- الإمبراطور يورياكو
- الإمبراطور جوميه
- الإمبراطور سينيه
- شونسوكي مايدا
- الإمبراطور بوريتسو